# Lijst van Duitse U-Boten (1935–1945)/U 1–U 250
Deze lijst behandelt uitsluitend Duitse U-boten U 1 tot en met U 250 uit de Tweede Wereldoorlog van 1935 tot en met 1945. Zie ook: Lijst van Duitse U-Boten (1906–1919)

## Legenda
- † = Door vijandelijkheden vernietigd
- ? = Vermist
- § = Door vijand opgebracht of veroverd
- × = Ongeval of zelf tot zinken gebracht
- A = Uit de vaart genomen (gesloopt of voor ander gebruik)

## U 1–U 50
| Boot | Klasse | In de vaart genomen | Uit de vaart genomen                   | Opmerking |
| ---- | ------ | ------------------- | -------------------------------------- | --- |
| U 1  | II A   | 29 juni 1935        | † april 1940                           | In de Noordzee bij Helgoland op een mijn gelopen (24 doden). Over de datum uit de ondergang zijn er verschillende opgaven, ofwel op 7 april of op 15 april 1940                                              |
| U 2  | II A   | 25 juli 1935        | × 8 april 1944                         | Aanvaring met vissersschip Helmi Söhle westelijk van Pillau (17 doden) |
| U 3  | II A   | 6 augustus 1935     | A 1 augustus 1944                      | Op 3 mei 1945 door het Britse leger veroverd en in 1945 gesloopt |
| U 4  | II A   | 17 augustus 1935    | A 1 augustus 1944                      | Door het Rode Leger op 29 mei 1945 in Gotenhafen veroverd en vermoedelijk gesloopt |
| U 5  | II A   | 31 augustus 1935    | × 19 maart 1943                        | Westelijk van Pillau door duikpech gezonken (21 doden, 16 overlevenden) |
| U 6  | II A   | 7 september 1935    | A 7 augustus 1944                      | Boot in Gotenhafen buiten dienst gesteld |
| U 7  | II B   | 18 juli 1935        | × 18 februari 1944                     | Westelijk van Pillau door duikpech gezonken (26 doden) |
| U 8  | II B   | 5 augustus 1935     | × 2 mei 1945                           | In Wilhelmshaven zelf tot zinken gebracht |
| U 9  | II B   | 21 augustus 1935    | † 20 augustus 1944                     | In de haven van Constanța door Sovjet vliegtuigen tot zinken gebracht. (27 doden) |
| U 10 | II B   | 9 september 1935    | A 1 augustus 1944                      | Op 29 maart 1945 in Danzig door het Rode leger veroverd en gesloopt |
| U 11 | II B   | 21 september 1935   | × 3 maart 1945                         | Boot in Kiel zelf tot zinken gebracht na uit de vaart genomen te zijn op 3 januari 1945 |
| U 12 | II B   | 30 september 1935   | † 8 oktober 1939                       | Bij Dover op een zeemijn gelopen (27 doden) |
| U 13 | II B   | 30 november 1935    | † 31 mei 1940                          | In de Noordzee, zuidoostelijk van Lowestoft, door dieptebommen van de Britse Sloop-of-War HMS Weston tot zinken gebracht                                                                                     |
| U 14 | II B   | 18 januari 1936     | A 3 maart 1945                         | Na uit de vaart genomen te zijn op 5 mei 1945 in Wilhelmshaven zelf tot zinken gebracht |
| U 15 | II B   | 7 maart 1935        | x 31 januari 1940                      | Bij De Hoofden (Noordzee) geramd door de Duitse torpedoboot Iltis (25 doden) |
| U 16 | II B   | 16 mei 1936         | † 24 oktober 1939                      | In Het Kanaal door dieptebommen van de HMS Puffin en HMS Cayton Wyke tot zinken gebracht (28 doden) |
| U 17 | II B   | 3 december 1935     | × 5 mei 1945                           | In Wilhelmshaven zelf tot zinken gebracht |
| U 18 | II B   | 1 januari 1936      | × 20 november 1936 en 25 augustus 1944 | Voor de oorlog in de Lübeckerbocht gezonken (8 doden). Later gelicht en uiteindelijk in Constanța zelf tot zinken gebracht                                                                                   |
| U 19 | II B   | 16 januari 1936     | × 11 september 1944                    | Bij de Turkse Zwarte Zeekust na zonder brandstof te zijn geraakt zelf tot zinken gebracht |
| U 20 | II B   | 1 februari 1936     | × 10 september 1944                    | Bij de Turkse Zwarte Zeekust zelf tot zinken gebracht |
| U 21 | II B   | 3 augustus 1936     | A 5 augustus 1944                      | Boot buiten dienst gesteld en in februari 1945 in Pillau gesloopt |
| U 22 | II B   | 20 augustus 1936    | ? 23 maart 1940                        | Sinds ongeveer 23 maart 1940 in een mijnenveld bij Skagerrak vermist |
| U 23 | II B   | 24 september 1936   | × 10 september 1944                    | In Constanța zelf tot zinken gebracht |
| U 24 | II B   | 10 oktober 1936     | × 25 augustus 1944                     | In Constanța zelf tot zinken gebracht |
| U 25 | I A    | 6 april 1936        | † 3 augustus 1940                      | In de Noordzee, noordelijk van Terschelling, op een zeemijn gelopen (50 doden) |
| U 26 | I A    | 11 mei 1936         | † 1 juli 1940                          | Zuidwestelijk van Ierland door luchtbommen van een Australische Sunderland-vliegboot (Sqdn 10/h) en dieptebommen van het Britse korvet HMS Gladiolus tot zinken gebracht                                     |
| U 27 | VII A  | 12 augustus 1936    | † 20 september 1939                    | Westelijk van Schotland door dieptebommen van de Britse torpedobootjager HMS Faulknor, HMS Fearless, HMS Fortune en HMS Forester tot zinken gebracht                                                         |
| U 28 | VII A  | 12 september 1936   | A 4 augustus 1944                      | Op 17 maart aan de pier in Neustadt in Holstein door een ongeval gezonken. Later gelicht en buiten dienst gesteld                                                                                            |
| U 29 | VII A  | 16 november 1936    | × 4 mei 1945                           | In de Kupfermühlenbucht bij Flensburg zelf tot zinken gebracht |
| U 30 | VII A  | 8 oktober 1936      | × 5 mei 1945                           | In de Kupfermühlenbucht bij Flensburg zelf tot zinken gebracht |
| U 31 | VII A  | 28 december 1936    | † 2 november 1940                      | Noordwestelijk van Ierland door dieptebommen van de Britse torpedobootjager HMS Antelope en van een vliegboot tot zinken gebracht (2 doden)                                                                  |
| U 32 | VII A  | 15 maart 1937       | † 30 oktober 1940                      | Noordwestelijk van Ierland door dieptebommen van de Britse torpedobootjager HMS Harvester en HMS Highlander tot zinken gebracht (9 doden)                                                                    |
| U 33 | VII A  | 25 juli 1936        | † 12 februari 1940                     | In het Firth of Clyde, tijdens mijnenleggen door dieptebommen van de Britse mijnenveger HMS Gleaner tot zinken gebracht (25 doden)                                                                           |
| U 34 | VII A  | 12 september 1936   | † 5 augustus 1943                      | Bij Klaipėda door aanvaring met de duikboottender Lech gezonken. Later gelicht en gesloopt (4 doden) |
| U 35 | VII A  | 3 november 1936     | † 29 november 1939                     | In de Noordzee door dieptebommen van de Britse torpedobootjager HMS Kingston, HMS Icarus en HMS Kashmir tot zinken gebracht                                                                                  |
| U 36 | VII A  | 16 december 1936    | † 4 december 1939                      | In de Noordzee, zuidwestelijk van Kristiansand, door torpedo van de Britse duikboot HMS Salmon tot zinken gebracht (40 doden)                                                                                |
| U 37 | IX A   | 4 augustus 1938     | × 8 mei 1945                           | Bij Sønderborg zelf tot zinken gebracht |
| U 38 | IX A   | 24 oktober 1938     | × 5 mei 1945                           | Bij Wesermünde (tegenwoordig Bremerhaven) zelf tot zinken gebracht |
| U 39 | IX A   | 10 december 1938    | † 14 september 1939                    | Noordwestelijk van Ierland door dieptebommen van de Britse torpedobootjager HMS Faulknor, HMS Foxhound en HMS Firedrake tot zinken gebracht                                                                  |
| U 40 | IX A   | 11 februari 1939    | † 13 oktober 1939                      | In het Engelse Kanaal op een mijn gelopen (45 doden) |
| U 41 | IX A   | 22 april 1939       | † 5 februari 1940                      | Zuidelijk van Ierland door dieptebommen van de Britse torpedobootjager HMS Antelope tot zinken gebracht (49 doden)                                                                                           |
| U 42 | IX A   | 15 juli 1939        | † 13 oktober 1939                      | Zuidwestelijk van Ierland door dieptebommen van de Britse torpedobootjager HMS Imogen en HMS Ilex tot zinken gebracht (26 doden)                                                                             |
| U 43 | IX A   | 26 augustus 1939    | † 30 juli 1943                         | Zuidwestelijk van de Azoren door vliegtuigtorpedo van een Avenger uit het Amerikaanse vliegdekschip USS Santee tot zinken gebracht (55 doden)                                                                |
| U 44 | IX A   | 4 november 1939     | † 13 maart 1940                        | Op mijn gelopen en gezonken (total loss) |
| U 45 | VII B  | 25 juni 1938        | † 14 oktober 1939                      | Zuidwestelijk van Ierland door dieptebommen van de Britse torpedobootjagers HMS Inglefield, HMS Ivanhoe en HMS Intrepid tot zinken gebracht (38 doden)                                                       |
| U 46 | VII B  | 2 november 1938     | A Oktober 1943                         | Na uit de vaart genomen te zijn als Schießstandboot gebruikt en op 4 mei 1945 in de Kupfermühlenbucht bij Flensburg zelf tot zinken gebracht                                                                 |
| U 47 | VII B  | 17 december 1938    | † 7 maart 1941                         | In het Noord-Atlantische Oceaan, zuidelijk van IJsland vermist. Mogelijke Oorzaken: duikpech, Drijfmijnen, treffer van een eigen torpedo of dieptebommen van de Britse korvetten HMS Arbutus en HMS Camelia. |
| U 48 | VII B  | 22 april 1939       | × 3 mei 1945                           | Bij Neustadt in Holstein zelf tot zinken gebracht |
| U 49 | VII B  | 12 augustus 1939    | † 15 april 1940                        | Bij Narvik door dieptebommen van de Britse torpedobootjager HMS Fearless en HMS Brazen tot zinken gebracht (1 dode)                                                                                          |
| U 50 | VII B  | 12 december 1939    | † 10 april 1940                        | Noordelijk van de Shetlandeilanden door dieptebommen van de Britse torpedobootjager HMS Hero tot zinken gebracht (44 doden)                                                                                  |

## U 51–U 100
| Boot  | Klasse | In de vaart genomen | Uit de vaart genomen | Opmerking |
| ----- | ------ | ------------------- | -------------------- | --- |
| U 51  | VII B  | 6 augustus 1938     | † 20 augustus 1940   | In de Golf van Biskaje, westelijk van Nantes, door torpedo uit de Britse duikboot HMS Cachalot tot zinken gebracht (43 doden) |
| U 52  | VII B  | 4 februari 1939     | × 5 mei 1945         | In Kiel zelf tot zinken gebracht |
| U 53  | VII B  | 24 juni 1939        | † 23 februari 1940   | In de Noordzee door dieptebommen van de Britse torpedobootjager HMS Gurkha tot zinken gebracht (42 doden) |
| U 54  | VII B  | 23 september 1939   | ? 20 februari 1940   | Sinds 20 februari 1940 in de Noordzee vermist. Vermoedelijk op een zeemijn gelopen en gezonken (41 doden) |
| U 55  | VII B  | 21 november 1939    | † 30 januari 1940    | Zuidwestelijk van de Scilly-eilanden door dieptebommen van de Britse torpedobootjager HMS Whitshed, de Sloop-of-War HMS Fowey, de Franse torpedobootjager Valmy en Guépard en van een Britse Short Sunderland-vliegboot tot zinken gebracht (1 dode) |
| U 56  | II C   | 26 november 1938    | † 28 april 1945      | In Kiel door luchtbommen van een Brits vliegtuig tot zinken gebracht (6 doden) |
| U 57  | II C   | 29 december 1938    | A 30 april 1945      | Op 3 mei 1945 in Kiel zelf tot zinken gebracht |
| U 58  | II C   | 4 februari 1939     | × 3 mei 1945         | In Kiel zelf tot zinken gebracht |
| U 59  | II C   | 4 maart 1939        | A 5 april 1945       | Op 3 mei 1945 in Kiel zelf tot zinken gebracht |
| U 60  | II C   | 22 juli 1939        | × 2 mei 1945         | In Wilhelmshaven zelf tot zinken gebracht |
| U 61  | II C   | 12 augustus 1939    | × 2 mei 1945         | In Wilhelmshaven zelf tot zinken gebracht |
| U 62  | II C   | 21 december 1939    | × 2 mei 1945         | In Wilhelmshaven zelf tot zinken gebracht |
| U 63  | II C   | 18 januari 1940     | † 25 februari 1940   | In de Noordzee, zuidelijk van de Shetlandeilanden, door dieptebommen en torpedo’s van de Britse torpedobootjager HMS Escort, HMS Inglefield, HMS Imogen en de Britse duikboot HMS Narwhal tot zinken gebracht (1 dode)                               |
| U 64  | IX B   | 16 december 1939    | † 13 april 1940      | In het Herjangsfjord, in de buurt van Narvik, door dieptebommen van een Walrus-vliegboot van het Britse slagschip HMS Warspite tot zinken gebracht (8 doden)                                                                                         |
| U 65  | IX B   | 15 februari 1940    | † 28 april 1941      | Zuidoostelijk van IJsland door dieptebommen van het Britse korvet HMS Gladiolus (50 doden) |
| U 66  | IX C   | 2 januari 1941      | † 6 mei 1944         | Westelijk van de archipel Kaapverdië door boordgeschut van een vliegtuig van het vliegdekschip USS Block Island en door het rammen door de torpedobootjager USS Buckley tot zinken gebracht (24 doden, één bemanningslid door ziekte overleden)      |
| U 67  | IX C   | 22 januari 1940     | † 16 juli 1943       | In de Sargassozee door dieptebommen van een Avenger van het vliegdekschip USS Core tot zinken gebracht (48 doden) |
| U 68  | IX C   | 11 februari 1941    | † 10 april 1944      | Noordwestelijk van Madeira door dieptebommen en raketen van een Avenger van het vliegdekschip USS Guadalcanal tot zinken gebracht (56 doden) |
| U 69  | VII C  | 2 november 1940     | † 17 februari 1943   | Oostelijk van Newfoundland door dieptebommen van de Britse torpedobootjager HMS Fame tot zinken gebracht (46 doden) |
| U 70  | VII C  | 23 november 1940    | † 7 maart 1940       | Zuidoostelijk van IJsland door dieptebommen van de Britse korvetten HMS Camelia en HMS Arbutus (20 doden) |
| U 71  | VII C  | 14 december 1940    | × 2 mei 1945         | In Wilhelmshaven zelf tot zinken gebracht |
| U 72  | VII C  | 4 januari 1941      | × 2 mei 1945         | In Bremen zelf tot zinken gebracht |
| U 73  | VII B  | 11 februari 1941    | × 10 april 1944      | In de Middellandse Zee bij Oran tot opduiken gedwongen door dieptebommen en artillerie van het VS torpedobootjager USS Niblack, USS Ludlow, USS Woolsey, USS Trippe, USS Edison en daarna zelf tot zinken gebracht (16 doden)                        |
| U 74  | VII B  | 31 oktober 1940     | † 2 mei 1942         | In de Middellandse Zee, oostelijk van Cartagena, door dieptebommen van de Britse torpedobootjagers HMS Wishart en HMS Wrestler tot zinken gebracht (47 doden)                                                                                        |
| U 75  | VII B  | 19 december 1940    | † 28 december 1941   | In de Middellandse Zee bij Marsa Matruh door dieptebommen van de Britse torpedobootjager HMS Kipling tot zinken gebracht (14 doden) |
| U 76  | VII B  | 3 december 1940     | † 5 april 1941       | Zuidelijk van IJsland tot opduiken gedwongen door dieptebommen van de torpedobootjager USS Niblack, de Sloop-of-War HMS Scarborough, het korvet HMS Arbutus en daarna door artillerie tot zinken gebracht (1 dode)                                   |
| U 77  | VII C  | 18 januari 1941     | † 28 maart 1943      | In de Middellandse Zee, oostelijk van Cartagena, door dieptebommen en gewone bom van twee Britse Hudsons tot zinken gebracht (38 doden) |
| U 78  | VII C  | 15 februari 1941    | † 16 april 1945      | Aan de pier in Pillau door artillerie van het Rode leger tot zinken gebracht |
| U 79  | VII C  | 13 maart 1941       | † 23 december 1941   | Bij Tobroek tot zinken gebracht door dieptebommen van de Britse torpedobootjagers HMS Hasty en HMS Hotspur (2 doden) |
| U 80  | VII C  | 8 april 1941        | × 28 november 1944   | Westelijk van Pillau door duikpech gezonken (48 doden) |
| U 81  | VII C  | 26 april 1941       | † 9 januari 1944     | In Pula door luchtbommen van VS vliegtuigen tot zinken gebracht (2 doden) |
| U 82  | VII C  | 14 mei 1941         | † 7 februari 1942    | Noordelijk van de Azoren door dieptebommen van de Britse Sloop-of-War HMS Rochester en de Britse korvet HMS Tamarisk tot zinken gebracht (45 doden)                                                                                                  |
| U 83  | VII B  | 8 februari 1941     | † 9 maart 1943       | Zuidoostelijk van Cartagena door dieptebommen van een Britse Hudson (50 doden) |
| U 84  | VII B  | 29 april 1941       | † 7 augustus 1943    | In de Noord-Atlantische Oceaan door een luchttorpedo van een VS B-24 Liberator bommenwerper tot zinken gebracht (46 doden) |
| U 85  | VII B  | 7 juni 1941         | † 14 april 1942      | Bij Cape Hatteras door artillerie van het VS torpedobootjager USS Roper (45 doden) |
| U 86  | VII B  | 8 juli 1941         | ? 14 december 1943   | Sinds 14 december 1943 in de Noord-Atlantische Oceaan vermist |
| U 87  | VII B  | 19 augustus 1941    | † 4 maart 1943       | Westelijk van Leixões (Portugal) door dieptebommen uit de Canadese torpedobootjager HMCS St. Croix en de Canadese korvet HMCS Shediac tot zinken gebracht (49 doden)                                                                                 |
| U 88  | VII C  | 15 oktober 1941     | † 12 september 1942  | In de Noordelijke IJszee ten zuidwesten van Spitsbergen door de Britse torpedobootjager HMS Faulknor tot zinken gebracht (46 doden) |
| U 89  | VII C  | 19 november 1941    | † 12 mei 1943        | In de Noord-Atlantische Oceaan door dieptebommen en Hedgehogs van de Britse torpedobootjager HMS Broadway en de Britse fregat HMS Lagan tot zinken gebracht (48 doden)                                                                               |
| U 90  | VII C  | 20 december 1941    | † 27 juli 1942       | In de Noord-Atlantische Oceaan door dieptebommen uit de Canadese torpedobootjager HMCS St. Croix tot zinken gebracht (44 doden) |
| U 91  | VII C  | 28 januari 1942     | † 25 februari 1944   | In de Noord-Atlantische Oceaan door dieptebommen van de Britse torpedobootjager HMS Gore, HMS Affleck en HMS Gould tot zinken gebracht (37 doden) |
| U 92  | VII C  | 3 maart 1942        | A 12 oktober 1944    | In Bergen door luchtaanval op 4 oktober 1944 zwaar beschadigd en op 12 oktober 1944 buiten dienst gesteld |
| U 93  | VII C  | 30 juli 1940        | † 15 januari 1942    | In de Noord-Atlantische Oceaan door dieptebommen van de Britse torpedobootjager HMS Hesperus tot zinken gebracht (6 doden) |
| U 94  | VII C  | 10 augustus 1940    | † 28 augustus 1942   | In de Caribische Zee door dieptebommen van een Amerikaanse Catalina-vliegboot en het rammen door de Canadese korvet HMCS Oakville tot zinken gebracht (19 doden)                                                                                     |
| U 95  | VII C  | 31 augustus 1940    | † 28 november 1941   | Door torpedo uit de Nederlandse duikboot O 21 zuidelijk van Almería tot zinken gebracht (35 doden, 12 overlevenden) |
| U 96  | VII C  | 14 september 1940   | † 30 maart 1945      | Tot zinken gebracht door luchtbommen van de 8ste US luchtvloot. De boot werd daarna op 15 februari 1945 buiten dienst gesteld (geen doden) |
| U 97  | VII C  | 28 september 1940   | † 16 juni 1943       | In de Middellandse Zee, westelijk van Haifa door dieptebommen van een Australische Hudson tot zinken gebracht (27 doden) |
| U 98  | VII C  | 12 oktober 1940     | † 15 november 1942   | Westelijk van Gibraltar door dieptebommen van de Britse torpedobootjager HMS Wrestler (46 doden) |
| U 99  | VII B  | 18 april 1940       | × 17 maart 1941      | Na zware beschadiging door dieptebommen van de Britse torpedobootjager HMS Walker zuidoostelijk van IJsland bij 60° 22′ 0″ NB, 33° 12′ 0″ WL zelf tot zinken gebracht (3 doden, 40 overlevenden)                                                     |
| U 100 | VII B  | 30 mei 1940         | † 17 maart 1941      | Zuidoostelijk van IJsland door dieptebommen van de Britse torpedobootjager HMS Vanoc en HMS Walker tot opduiken gedwongen en door de HMS Vanoc geramd (38 doden)                                                                                     |

## U 101–U 150
| Boot  | Klasse | In de vaart genomen | Uit de vaart genomen | Opmerking |
| ----- | ------ | ------------------- | -------------------- | --- |
| U 101 | VII B  | 11 maart 1940       | × 3 mei 1945         | Na schade door raketaanval bij Neustadt in Holstein op het strand gezet en opgeblazen |
| U 102 | VII B  | 27 april 1940       | † 1 juli 1940        | Zuidwestelijk van Ierland bij 48° 33′ 0″ NB, 10° 26′ 0″ WL door dieptebommen van de Britse torpedobootjager HMS Vansittart tot zinken gebracht (43 doden) |
| U 103 | IX B   | 5 juli 1940         | † 15 april 1945      | In Kiel door luchtbommen tot zinken gebracht (1 dode) |
| U 104 | IX B   | 19 augustus 1940    | ? 28 november 1940   | Sinds 28 november 1940 noordwestelijk van Ierland vermist |
| U 105 | IX B   | 10 september 1940   | † 2 juni 1943        | Bij Dakar door dieptebommen uit de Potez-CAMS 141 vliegboot Antarés tot zinken gebracht (53 doden) |
| U 106 | IX B   | 24 september 1940   | † 2 augustus 1943    | Noordwestelijk van Kaap Ortegal door dieptebommen van een Britse en van een Australische Short Sunderland-vliegboot tot zinken gebracht (22 doden) |
| U 107 | IX B   | 8 oktober 1940      | † 18 augustus 1944   | Westelijk van La Rochelle door dieptebommen van een Britse Short Sunderland-vliegboot tot zinken gebracht (58 doden) |
| U 108 | IX B   | 22 oktober 1940     | × 24 april 1945      | Bij een bombardement op Stettin tot zinken gebracht. Daarna werd de boot gelicht, op 17 augustus 1944 buiten dienst gesteld en op 24 april 1945 opgeblazen |
| U 109 | IX B   | 5 december 1940     | † 7 mei 1943         | Zuidelijk van Ierland bij 60° 22′ 0″ NB, 33° 12′ 0″ WL door dieptebommen van een Britse bommenwerper tot zinken gebracht (52 doden) |
| U 110 | IX B   | 21 november 1940    | § 9 mei 1941         | In de Noord-Atlantische Oceaan door dieptebommen van het Britse korvet HMS Aubretia en de Britse torpedobootjagers HMS Bulldog en HMS Broadway op 9 mei 1941 tot opduiken gedwongen en veroverd. Enigmacodes werden veroverd. Bij positie 60° 22′ 0″ NB, 33° 12′ 0″ WL op 10 mei 1941 op weg naar Reykjavík gezonken (15 doden). |
| U 111 | IX B   | 19 december 1940    | † 4 oktober 1941     | Westelijk van Tenerife door dieptebommen en artilleriebeschieting van de Britse anti-duikboot-Trawler HMS Lady Shirley (8 doden) |
| U 112 | XI B   |                     |                      | Niet afgebouwd gesloopt, bouwopdracht 17 januari 1939 |
| U 113 | XI B   |                     |                      | Niet afgebouwd gesloopt, bouwopdracht 17 januari 1939 |
| U 114 | XI B   |                     |                      | Niet afgebouwd gesloopt, bouwopdracht 17 januari 1939 |
| U 115 | XI B   |                     |                      | Niet afgebouwd gesloopt, bouwopdracht 17 januari 1939 |
| U 116 | X B    | 26 juli 1941        | ? 6 oktober 1942     | Sinds 6 oktober 1942 in Noord-Atlantische Oceaan vermist (56 doden) |
| U 117 | X B    | 25 oktober 1941     | † 7 augustus 1943    | In het Noord-Atlantische Oceaan door dieptebommen, boordgeschut en een torpedo van VS vliegtuigen van het VS vliegdekschip USS Card tot zinken gebracht (62 doden) |
| U 118 | X B    | 6 december 1941     | † 12 juni 1943       | Westelijk van de Canarische Eilanden door dieptebommen van Amerikaanse vliegtuigen van het VS vliegdekschip USS Bogue tot zinken gebracht (43 doden) |
| U 119 | X B    | 2 april 1942        | † 24 juni 1943       | Noordwestelijk van Kaap Ortegal door dieptebommen, artillerie en rammen door de Britse Sloop-of-Wars HMS Starling, HMS Kite, HMS Wild Goose, HMS Woodpecker en HMS Wren tot zinken gebracht (55 doden) |
| U 120 | II B   | 20 april 1940       | × 5 mei 1945         | In Bremerhaven zelf tot zinken gebracht. 1950 gelicht en gesloopt |
| U 121 | II B   | 28 mei 1940         | × 5 mei 1945         | In Bremerhaven zelf tot zinken gebracht. 1950 gelicht en gesloopt |
| U 122 | IX B   | 30 maart 1940       | ? 22 juni 1940       | Sinds 22 juni 1940 tussen Noordzee en Golf van Biskaje vermist. Mogelijkerwijs door aanvaring met het stoomschip San Filipe, dat op 22 juni 1940 een aanvaring meldde (44 doden) |
| U 123 | IX B   | 30 mei 1940         | × 19 augustus 1944   | In Lorient zelf tot zinken gebracht. 1945 door de Franse marine onder de naam Blaison in dienst genomen en op 18 augustus 1959 als Q 165 gesloopt |
| U 124 | IX B   | 11 juni 1940        | † 2 april 1943       | Westelijk van Porto door dieptebommen van de Britse Sloop-of-War HMS Black Swan en de korvet HMS Stonecrop tot zinken gebracht (53 doden) |
| U 125 | IX C   | 3 maart 1941        | † 6 mei 1943         | Oostelijk van Newfoundland door het rammen door van de Britse torpedobootjager HMS Oribi zwaar beschadigd en daarna zelf tot zinken gebracht (54 doden) |
| U 126 | IX C   | 22 maart 1941       | † 3 juli 1943        | Noordwestelijk van Kaap Ortegal door dieptebommen van een Britse Vickers Wellington bommenwerper tot zinken gebracht (55 doden) |
| U 127 | IX C   | 24 april 1941       | † 15 december 1941   | Westelijk van Gibraltar door dieptebommen uit de Australische torpedobootjager HMAS Nestor tot zinken gebracht (51 doden) |
| U 128 | IX C   | 12 mei 1941         | † 17 mei 1943        | Zuidelijk van Pernambuco door dieptebommen van Amerikaanse vliegboten en artillerie van de VS torpedobootjagers USS Mofett en USS Jouett (7 doden) |
| U 129 | IX C   | 21 mei 1941         | × 18 augustus 1944   | In Lorient zelf tot zinken gebracht en 1946 gesloopt |
| U 130 | IX C   | 11 juni 1941        | † 12 maart 1943      | Westelijk van de Azoren door dieptebommen van het VS torpedobootjager USS Champlin tot zinken gebracht (53 doden) |
| U 131 | IX C   | 1 juli 1941         | × 17 december 1941   | Na zware beschadiging door dieptebommen van de Britse torpedobootjager HMS Pentstemon, HMS Blankney, HMS Stanley, HMS Stork, HMS Exmoor noordoostelijk van Madeira tot opduiken gedwongen. Daarna luchtaanval van een Martlet van hulpvliegdekschip HMS Audacity. Na het afschieten van het vliegtuig zelf tot zinken gebracht   |
| U 132 | VII C  | 29 mei 1941         | ? 5 november 1942    | In het Noord-Atlantische Oceaan vermist. Waarschijnlijk bij torpedering van zijn laatste buit, een munitieschip, door te geringe afstand in stukken gereten (47 doden) |
| U 133 | VII C  | 5 juli 1941         | × 14 maart 1942      | Bij Salamis door van een navigatiefout in een Duits mijnenveld geraakt en door een mijn gezonken (45 doden) |
| U 134 | VII C  | 26 juli 1941        | † 24 augustus 1943   | Zuidwestelijk van Cabo Finisterre, bij Vigo, door een Vickers Wellington-bommenwerper tot zinken gebracht (48 doden) |
| U 135 | VII C  | 16 augustus 1941    | † 15 juli 1943       | Bij de Canarische Eilanden door dieptebommen van de Britse Sloop-of-War HMS Rochester en de Britse korvetten HMS Balsam en HMS Mignonette tot zinken gebracht (5 doden) |
| U 136 | VII C  | 30 augustus 1941    | † 11 juli 1942       | Noordwestelijk van Madeira door dieptebommen van de Britse Sloop-of-War HMS Pelican, het Britse fregat HMS Spey en de Franse torpedobootjager Leopard tot zinken gebracht (45 doden) |
| U 137 | II D   | 15 juni 1940        | × 2 mei 1945         | In Wilhelmshaven zelf tot zinken gebracht60° 22′ 0″ NB, 33° 12′ 0″ WL |
| U 138 | II D   | 27 juni 1940        | † 18 juni 1941       | Westelijk van Kaap Trafalgar door dieptebommen van de Britse 6de torpedobootjager-flottielje (HMS Faulknor, HMS Fearless, HMS Forester, HMS Foresight en HMS Foxhound) tot opduiken gedwongen en met artillerie tot zinken gebracht                                                                                              |
| U 139 | II D   | 24 juli 1940        | × 2 mei 1945         | In Wilhelmshaven zelf tot zinken gebracht |
| U 140 | II D   | 7 augustus 1940     | × 2 mei 1945         | In Wilhelmshaven zelf tot zinken gebracht |
| U 141 | II D   | 21 augustus 1940    | × 2 mei 1945         | In Wilhelmshaven zelf tot zinken gebracht |
| U 142 | II D   | 4 september 1940    | × 2 mei 1945         | In Wilhelmshaven zelf tot zinken gebracht |
| U 143 | II D   | 18 september 1940   | † 30 juni 1945       | In Wilhelmshaven aan de Royal Navy uitgeleverd. Naar Loch Ryan, Schotland, overgevaren en in kader van Operatie Deadlight tot zinken gebracht |
| U 144 | II D   | 2 oktober 1940      | † 9 augustus 1941    | In het Finse Golf bij het eiland Hiiumaa van Sovjet duikboot SC-307 tot zinken gebracht (28 doden) |
| U 145 | II D   | 16 oktober 1940     | § 30 juni 1945       | In Wilhelmshaven aan de Royal Navy uitgeleverd. Naar Loch Ryan, Schotland, overgevaren en in kader van Operatie Deadlight tot zinken gebracht |
| U 146 | II D   | 30 oktober 1940     | × 2 mei 1945         | In Wilhelmshaven zelf tot zinken gebracht |
| U 147 | II D   | 11 december 1940    | † 2 juni 1941        | Noordwestelijk van Ierland door dieptebommen van de Britse torpedobootjager HMS Wanderer en het Britse korvet HMS Periwinkle tot zinken gebracht (26 doden) |
| U 148 | II D   | 28 december 1940    | × 2 mei 1945         | In Wilhelmshaven zelf tot zinken gebracht |
| U 149 | II D   | 13 november 1940    | § 30 juni 1945       | In Wilhelmshaven aan de Royal Navy uitgeleverd. Naar Loch Ryan, Schotland, overgevaren en in kader van Operatie Deadlight tot zinken gebracht |
| U 150 | II D   | 27 november 1940    | § 30 juni 1945       | In Wilhelmshaven aan de Royal Navy uitgeleverd. Naar Loch Ryan, Schotland, overgevaren en in kader van de Operatie Deadlight tot zinken gebracht |

## U 151–U 200
| Boot  | Klasse  | In de vaart genomen | Uit de vaart genomen | Opmerking |
| ----- | ------- | ------------------- | -------------------- | --- |
| U 151 | II D    | 15 januari 1941     | × 2 mei 1945         | In Wilhelmshaven zelf tot zinken gebracht |
| U 152 | II D    | 29 januari 1941     | × 2 mei 1945         | In Wilhelmshaven zelf tot zinken gebracht |
| U 153 | IX C    | 19 juli 1941        | † 13 juli 1942       | Bij Colón, Panama, door de VS torpedobootjager USS Lansdowne tot zinken gebracht (52 doden) |
| U 154 | IX C    | 2 augustus 1941     | † 3 juli 1944        | Westelijk van Madeira door de VS torpedobootjager USS Inch en USS Frost tot zinken gebracht (58 doden) |
| U 155 | IX C    | 23 augustus 1941    | § 30 juni 1945       | In Wilhelmshaven aan de Royal Navy uitgeleverd. Naar Loch Ryan, Schotland, overgevaren en in kader van Operatie Deadlight tot zinken gebracht |
| U 156 | IX C    | 4 september 1941    | † 8 maart 1943       | Oostelijk van Barbados door luchtaanval van een Catalina-vliegboot tot zinken gebracht (53 doden) (zie ook Laconia-incident) |
| U 157 | IX C    | 15 september 1941   | † 13 juni 1942       | Noordoostelijk van Havana door U.S. Coast Guard Kotter USCGC Thetis tot zinken gebracht (52 doden) |
| U 158 | IX C    | 25 september 1941   | † 30 juni 1942       | Na zeer succesvolle reis in Golf van Mexico en aan de Oostkust van de Verenigde Staten op de terugweg, noordwestelijk van de Bermudas, door een Mariner-vliegboot tot zinken gebracht (54 doden) |
| U 159 | IX C    | 4 oktober 1941      | † 28 juli 1943       | Zuidelijk van Haïti door een Mariner-vliegboot tot zinken gebracht (53 doden) |
| U 160 | IX C    | 16 oktober 1941     | † 14 juli 1943       | Zuidelijk van de Azoren door torpedo’s van vliegtuigen van het VS vliegdekschip USS Santee tot zinken gebracht (57 doden) |
| U 161 | IX C    | 8 juli 1941         | † 27 september 1943  | In de Zuid-Atlantische Oceaan, noordoostelijk van Salvador door een Mariner-vliegboot tot zinken gebracht (53 doden) |
| U 162 | IX C    | 9 september 1941    | † 3 september 1942   | Bij Trinidad door de Britse torpedobootjagers HMS Vimy, HMS Pathfinder en HMS Quentin tot zinken gebracht (2 doden) |
| U 163 | IX C    | 21 oktober 1941     | † 13 maart 1943      | Noordwestelijk Cabo Finisterre door het Canadese korvet HMCS Prescott tot zinken gebracht |
| U 164 | IX C    | 28 november 1941    | † 6 januari 1943     | In de Zuid-Atlantische Oceaan, noordwestelijk van Pernambuco, door een Catalina-vliegboot tot zinken gebracht (54 doden) |
| U 165 | IX C    | 3 februari 1942     | ? 27 september 1942  | Westelijk van Lorient door onverklaarde oorzaak verloren gegaan (51 doden) |
| U 166 | IX C    | 23 februari 1942    | † 30 juli 1942       | In het Golf van Mexico door dieptebommen van de Amerikaanse hulpvliegdekschip USS PC-566 tot zinken gebracht (52 doden) |
| U 167 | IX C 40 | 4 juli 1942         | × 6 april 1943       | Na niet te repareren schade te hebben opgelopen bij een luchtaanval bij de Canarische Eilanden bij 60° 22′ 0″ NB, 33° 12′ 0″ WL zelf tot zinken gebracht |
| U 168 | IX C 40 | 10 september 1942   | † 6 oktober 1944     | In de Javazee bij Semarang door de Nederlandse duikboot Hr.Ms. Zwaardvisch (1943) tot zinken gebracht (23 doden) |
| U 169 | IX C 40 | 16 november 1942    | † 27 maart 1943      | Zuidelijk van IJsland door luchtaanval van een B-17 tot zinken gebracht (54 doden) |
| U 170 | IX C 40 | 19 januari 1943     | § 29 mei 1945        | In Horten aan de Royal Navy uitgeleverd. Naar Loch Ryan, Schotland, overgevaren en in kader van Operatie Deadlight tot zinken gebracht |
| U 171 | IX C    | 25 oktober 1941     | † 9 oktober 1942     | In de Golf van Biskaje bij Lorient op een zeemijn gelopen en gezonken (22 doden) |
| U 172 | IX C    | 5 november 1941     | † 13 december 1943   | Westelijk van de Canarische Eilanden door een Avenger-torpedobommenwerper van het VS vliegdekschip USS Bogue aangevallen. Na een 27 uur durende achtervolging met meer dan 200 dieptebommen van de VS torpedobootjagers USS Badger, USS Ingram, USS DuPont, en USS Clemson tot opduiken gedwongen en na een kort artillerieduel tot zinken gebracht (13 doden) |
| U 173 | IX C    | 15 november 1941    | † 16 november 1942   | Bij Casablanca door dieptebommen van de VS torpedobootjager USS Woolsey, USS Swanson en USS Quick tot zinken gebracht (57 doden) |
| U 174 | IX C    | 26 november 1941    | † 27 april 1943      | Zuidelijk van Newfoundland door luchtaanval van een Lockheed Ventura tot zinken gebracht (53 doden) |
| U 175 | IX C    | 5 december 1941     | † 17 april 1943      | Zuidwestelijk van Ierland door dieptebommen en geschutsvuur van de Amerikaanse Coast Guard kotter USS Spencer tot zinken gebracht (13 doden) |
| U 176 | IX C    | 15 december 1941    | † 15 mei 1943        | Noordoostelijk van Havana door de Cubaanse patrouilleboot CS 13 tot zinken gebracht (53 doden) |
| U 177 | IX D 2  | 14 maart 1942       | † 6 februari 1944    | Westelijk van Ascension door luchtaanval van een B-24 Liberator tot zinken gebracht (50 doden) |
| U 178 | IX D 2  | 14 februari 1942    | × 25 augustus 1944   | In Bordeaux zelf tot zinken gebracht |
| U 179 | IX D 2  | 7 maart 1942        | † 8 oktober 1942     | Westelijk van Kaapstad door de Britse torpedobootjager HMS Active tot zinken gebracht (61 doden) |
| U 180 | IX D 1  | 16 mei 1942         | ? 23 augustus 1942   | Sinds 23 augustus 1944 in de Golf van Biskaje, westelijk van Bordeaux, vermist (56 doden) |
| U 181 | IX D 2  | 9 mei 1942          | A Mei 1945           | In mei 1945 door het Japans Keizerrijk overgenomen en op 15 juli 1945 als I 501 in dienst genomen. Gaf zich over in augustus 1945 in Singapore en werd op 12 februari 1946 tot zinken gebracht |
| U 182 | IX D 2  | 30 juni 1942        | † 16 mei 1943        | Noordwestelijk van Madeira door de VS torpedobootjager USS McKenzie tot zinken gebracht (61 doden) |
| U 183 | IX C 40 | 1 april 1942        | † 23 april 1945      | In de Javazee door de Amerikaanse U-Boot USS Besugo tot zinken gebracht (54 doden) |
| U 184 | IX C 40 | 29 mei 1942         | ? 21 november 1942   | Oostelijk van Newfoundland vermist (50 doden) |
| U 185 | IX C 40 | 13 juni 1942        | † 24 augustus 1943   | In Midden-Atlantische Oceaan door Avenger-torpedobommenwerper en Wildcat-vliegtuigen uit het VS vliegdekschip USS Core tot zinken gebracht (29 doden) |
| U 186 | IX C 40 | 10 juli 1942        | † 12 mei 1943        | Noordelijk van de Azoren door de Britse torpedobootjager HMS Hesperus tot zinken gebracht (53 doden) |
| U 187 | IX C 40 | 23 juli 1942        | † 4 maart 1943       | In het Noord-Atlantische Oceaan door de Britse torpedobootjager HMS Vimy en HMS Beverly tot zinken gebracht (9 doden) |
| U 188 | IX C 40 | 5 augustus 1942     | × 20 augustus 1944   | In Bordeaux zelf tot zinken gebracht |
| U 189 | IX C 40 | 15 augustus 1942    | † 23 april 1943      | Oostelijk van Kap Farvel, Groenland, door luchtaanval van een B-24 Liberator tot zinken gebracht (54 doden) |
| U 190 | IX C 40 | 24 september 1942   | § 12 mei 1945        | Gaf zich over op 12 mei 1945 aan de Canadezen. Naar St. John's, later naar Halifax gebracht en na een reeks van tests op 21 oktober 1947 zuidwestelijk van Newfoundland tot zinken gebracht |
| U 191 | IX C 40 | 20 oktober 1942     | † 23 april 1943      | Zuidoostelijk van Kap Farvel, Groenland, door de torpedobootjager HMS Hesperus met dieptebommen tot zinken gebracht (55 doden) |
| U 192 | IX C 40 | 16 november 1942    | † 6 mei 1943         | Zuidoostelijk van Kap Farvel, Groenland, door dieptebommen van de Britse korvet HMS Loosestrife tot zinken gebracht (55 doden) |
| U 193 | IX C 40 | 10 december 1942    | ? 23 april 1944      | Sinds 23 april 1944 in de Golf van Biskaje vermist |
| U 194 | IX C 40 | 8 januari 1943      | † 24 juni 1943       | Zuidwestelijk van IJsland door luchttorpedo van een Catalina-vliegboot tot zinken gebracht (54 doden) |
| U 195 | IX D 1  | 5 mei 1942          | A 8 mei 1945         | Door het Japans Keizerrijk overgenomen en als I 506 op 15 juli 1945 in dienst genomen. Gaf zich over in augustus 1945 in Jakarta en werd 1947 gesloopt |
| U 196 | IX D 2  | 11 september 1942   | ? 1 december 1944    | Sinds 1 december 1944 in de Straat Soenda, zuidelijk van Java, vermist (65 doden) |
| U 197 | IX D 2  | 10 oktober 1942     | † 20 augustus 1943   | Zuidelijk van Madagaskar door twee Catalina-vliegboten tot zinken gebracht (67 doden) |
| U 198 | IX D 2  | 3 november 1942     | † 12 augustus 1944   | In de buurt de Seychellen door de Britse fregat HMS Findhorn en de Indiase Sloop-of-War HMIS Godavari tot zinken gebracht (66 doden) |
| U 199 | IX D 2  | 28 november 1942    | † 31 juli 1943       | Door geallieerde vliegtuigen in de Zuid-Atlantische Oceaan, oostelijk van Rio de Janeiro, tot zinken gebracht (49 doden) |
| U 200 | IX D 2  | 22 december 1942    | † 24 juni 1943       | Zuidwestelijk van IJsland door een B-24 Liberator tot zinken gebracht (68 doden) |

## U 201–U 250
| Boot  | Klasse             | In de vaart genomen | Uit de vaart genomen | Opmerking |
| ----- | ------------------ | ------------------- | -------------------- | --- |
| U 201 | VII C              | 25 februari 1941    | † 17 februari 1943   | In de Noord-Atlantische Oceaan door dieptebommen van de Britse torpedobootjager HMS Viscount tot zinken gebracht (49 doden)                                                                           |
| U 202 | VII C              | 22 maart 1941       | † 2 juni 1943        | Zuidoostelijk van Kap Farvel, Groenland, door dieptebommen en artillerie van de Britse Sloop-of-War HMS Starling tot zinken gebracht (18 doden)                                                       |
| U 203 | VII C              | 18 februari 1941    | † 25 april 1943      | Zuidoostelijk van Kap Farvel, Groenland, door dieptebommen van een Fairey Swordfish van de Britse vliegdekschip HMS Biter en de Britse torpedobootjager HMS Pathfinder tot zinken gebracht (10 doden) |
| U 204 | VII C              | 8 maart 1941        | † 19 oktober 1941    | Bij Tanger door dieptebommen van het Britse korvet HMS Mallow en de Britse Sloop-of-War HMS Rochester tot zinken gebracht (46 doden)                                                                  |
| U 205 | VII C              | 3 mei 1941          | † 17 februari 1943   | In de Middellandse Zee, noordwestelijk van Derna, door de Britse torpedobootjager HMS Paladin en door een Zuid-Afrikaanse Bristol Blenheim tot zinken gebracht (8 doden)                              |
| U 206 | VII C              | 17 mei 1941         | ? 30 november 1941   | Sinds 30 november 1941 vermist. Vermoedelijk westelijk van Nantes op een mijn gelopen (46 doden) |
| U 207 | VII C              | 17 juni 1941        | † 11 september 1941  | In de Straat Denemarken door dieptebommen van de Britse torpedobootjager HMS Leamington en HMS Vetran tot zinken gebracht (41 doden)                                                                  |
| U 208 | VII C              | 5 juli 1941         | † 7 december 1941    | Westelijk van Gibraltar door dieptebommen van de Britse torpedobootjager HMS Hesperus en HMS Harvester tot zinken gebracht (45 doden)                                                                 |
| U 209 | VII C              | 11 oktober 1941     | † 7 mei 1943         | Volgens de laatste melding, via U 954, na een luchtaanval van een Catalina op 6 mei 1943 zwaar beschadigd. Daarna niets meer gehoord. Duikongeval? (46 doden)                                         |
| U 210 | VII C              | 21 februari 1942    | † 6 augustus 1942    | In het Noord-Atlantische Oceaan, zuidelijk van Kap Farvel door rammen, dieptebommen en geschutsvuur van de Canadese torpedobootjager HMCS Assiniboine tot zinken gebracht (6 doden)                   |
| U 211 | VII C              | 7 maart 1942        | † 19 november 1943   | Oostelijk van de Azoren door dieptebommen van een Britse Vickers Wellington tot zinken gebracht (54 doden)                                                                                            |
| U 212 | VII C              | 25 april 1942       | † 21 juli 1944       | In het Engelse Kanaal, zuidelijk van Brighton, door dieptebommen van de Britse fregatten HMS Curzon en HMS Eskins tot zinken gebracht (49 doden)                                                      |
| U 213 | VII D Mijnenleger  | 30 augustus 1941    | † 31 juli 1942       | In het Noord-Atlantische Oceaan, oostelijk de Azoren, door dieptebommen van de Britse Sloop-of-Wars HMS Erne, HMS Rochester en HMS Sandwich tot zinken gebracht (50 doden)                            |
| U 214 | VII D Mijnenlegger | 1 november 1941     | † 26 juli 1944       | In het Engelse Kanaal bij de vuurtoren van Start Point door dieptebommen van het Britse fregat HMS Cooke tot zinken gebracht (48 doden)                                                               |
| U 215 | VII D Mijnenlegger | 22 november 1941    | † 3 juli 1942        | Oostelijk van Boston door dieptebommen van de Britse antiduikboottrawler HMS Le Tiger tot zinken gebracht                                                                                             |
| U 216 | VII D Mijnenlegger | 15 december 1941    | † 3 oktober 1942     | Zuidwestelijk van Ierland door dieptebommen van een Britse B-24 Liberator tot zinken gebracht (45 doden)                                                                                              |
| U 217 | VII D Mijnenlegger | 31 januari 1942     | † 5 juni 1943        | In Midden-Atlantische Oceaan door Avengers van het VS vliegdekschip USS Bogue tot zinken gebracht (50 doden)                                                                                          |
| U 218 | VII D Mijnenlegger | 24 januari 1942     | A 8 mei 1945         | In Bergen aan de Royal Navy uitgeleverd. Naar Loch Ryan, Schotland, overgevaren en in kader van Operatie Deadlight tot zinken gebracht.                                                               |
| U 219 | X B Mijnenlegger   | 12 december 1942    | A 8 mei 1945         | In Batavia door het Japans Keizerrijk overgenomen en op 15 juli 1945 als I 505 in dienst genomen. Gaf zich over in Jakarta in augustus 1945 en werd 1948 gesloopt                                     |
| U 220 | X B Mijnenlegger   | 27 maart 1943       | † 28 oktober 1943    | In de Noord-Atlantische Oceaan door Avenger en Wildcat van het VS vliegdekschip USS Block Island tot zinken gebracht (56 doden)                                                                       |
| U 221 | VII C              | 9 mei 1942          | † 27 september 1943  | Zuidwestelijk van Ierland door een Britse Halifax-bommenwerper tot zinken gebracht (50 doden) |
| U 222 | VII C              | 23 mei 1942         | † 2 september 1942   | In de Oostzee, westelijk van Pillau, na aanvaring met U 626 gezonken (42 doden) |
| U 223 | VII C              | 6 juni 1942         | † 30 maart 1944      | In de Middellandse Zee, noordelijk van Palermo, door dieptebommen van de Britse torpedobootjager HMS Laforey, HMS Tumult, HMS Hambledon en HMS Blencathra tot zinken gebracht (23 doden)              |
| U 224 | VII C              | 20 januari 1942     | † 13 januari 1943    | In de Middellandse Zee, westelijk van Algiers, door dieptebommen en rammen door de Canadese korvet HMCS Ville de Québec tot zinken gebracht (45 doden)                                                |
| U 225 | VII C              | 11 juli 1942        | † 15 februari 1943   | In de Noord-Atlantische Oceaan door een Britse B-24 Liberator tot zinken gebracht (46 doden) |
| U 226 | VII C              | 1 augustus 1942     | † 6 november 1943    | In de Noord-Atlantische Oceaan, oostelijk van Newfoundland, door dieptebommen van de Britse Sloops-of-War HMS Starling, HMS Woodcock en HMS Kite tot zinken gebracht (51 doden)                       |
| U 227 | VII C              | 22 augustus 1942    | † 30 april 1943      | Noordelijk van de Faeröer door luchtaanval van een Australische Hampden tot zinken gebracht (49 doden)                                                                                                |
| U 228 | VII C              | 12 september 1942   | A 8 oktober 1944     | In Bergen buiten dienst gesteld en 1945 gesloopt. |
| U 229 | VII C              | 3 oktober 1942      | † 22 september 1943  | Zuidoostelijk van Kap Farvel, Groenland, door dieptebommen van de Britse torpedobootjager HMS Keppel tot zinken gebracht (50 doden)                                                                   |
| U 230 | VII C              | 24 oktober 1942     | × 21 augustus 1944   | Bij Toulon aan de grond gelopen. Later, bij de geallieerde invasie in Zuid-Frankrijk, door de bemanning opgeblazen.                                                                                   |
| U 231 | VII C              | 14 november 1942    | † 13 januari 1944    | Noordoostelijk van de Azoren door luchtaanval van een Britse Vickers Wellington tot zinken gebracht (7 doden)                                                                                         |
| U 232 | VII C              | 28 november 1942    | † 8 juli 1943        | Westelijk van Porto door dieptebommen van een Amerikaanse B-24 Liberator tot zinken gebracht (46 doden)                                                                                               |
| U 233 | X B                | 22 september 1943   | † 5 juli 1944        | Zuidoostelijk van Halifax door dieptebommen, artilleriebeschieting en rammen door de VS torpedobootjagers USS Baker en USS Thomas tot zinken gebracht (32 doden)                                      |
| U 234 | X B                | 2 maart 1944        | A 16 mei 1945        | Gaf zich over op 16 mei 1945 in Portsmouth, New Hampshire. Op 20 november 1947 door de Amerikaanse duikboot USS Greenfish noordoostelijk van Cape Cod door een torpedo tot zinken gebracht            |
| U 235 | VII C              | 19 december 1942    | × 14 april 1945      | In het Kattegat bij vergissing door de Duitse torpedoboot T 17 met dieptebommen tot zinken gebracht (47 doden)                                                                                        |
| U 236 | VII C              | 9 januari 1943      | × 5 mei 1945         | Bij Schleimünde zelf tot zinken gebracht |
| U 237 | VII C              | 31 januari 1943     | † 4 april 1945       | Door treffer tijdens Britse luchtaanval op Deutsche Werke in Kiel gezonken (1 dode) |
| U 238 | VII C              | 20 februari 1943    | † 9 februari 1944    | Zuidwestelijk van Ierland door dieptebommen van de Britse Sloops-of-War HMS Kite, HMS Magpie en HMS Starling tot zinken gebracht (50 doden)                                                           |
| U 239 | VII C              | 13 maart 1943       | × 5 augustus 1944    | Op 24 juli 1944 bij Deutsche Werke in Kiel bij een bombardement vernietigd en op 5 augustus gesloopt (1 dode)                                                                                         |
| U 240 | VII C              | 3 april 1943        | ? 17 mei 1944        | In de Noordzee westelijk van Noorwegen vermist (50 doden) |
| U 241 | VII C              | 24 juli 1943        | † 18 mei 1944        | Tot zinken gebracht door luchtaanval noordoostelijk van de Faeröer, total loss |
| U 242 | VII C              | 14 augustus 1943    | † 5 april 1945       | Liep in het Sint-Georgekanaal op een zeemijn, total loss |
| U 243 | VII C              | 2 oktober 1943      | † 8 juli 1944        | In de Golf van Biskaje door vliegtuig tot zinken gebracht (11 doden) |
| U 244 | VII C              | 9 oktober 1943      | § 14 mei 1945        | Door de geallieerden veroverd en tijdens Operatie Deadlight tot zinken gebracht |
| U 245 | VII C              | 18 december 1943    | § 8 mei 1945         | Door de geallieerden op 30 mei 1945 van Bergen naar Schotland overgevaren, en in oefening Operatie Deadlight op 7 december 1945 tot zinken gebracht                                                   |
| U 246 | VII C              | 11 januari 1944     | ? 5 april 1945       | Vermist in de Ierse Zee |
| U 247 | VII C              | 23 oktober 1943     | † 1 september 1944   | Door de Canadese fregatten HMCS St. John en HMCS Swansea tot zinken gebracht, total loss |
| U 248 | VII C              | 6 november 1943     | † 16 januari 1945    | In de Noord-Atlantische Oceaan door VS escorte tot zinken gebracht, total loss. Deelnemende schepen: USS Hayter, USS Otter, USS Varian, USS Hubbard                                                   |
| U 249 | VII C              | 20 november 1943    | § 8 mei 1945         | Op 13 december 1945 in oefening Operatie Deadlight tot zinken gebracht |
| U 250 | VII C              | 12 december 1943    | † 30 juli 1944       | Door de Sovjet patrouilleboot MO-103 in de Finse Golf tot zinken gebracht (46 doden). De boot werd op 25 september 1944 door de Sovjet Marine gelicht                                                 |

U 1–U 250 · U 251–U 500 · U 501–U 750 · U 751–U 1000 · U 1001–U 1251 · U 1251–U 1500 · U 1501–U 4870